# 英国工学技術学会
英国工学技術学会（The Institution of Engineering and Technology; IET）は、イギリスと世界中において、工学や技術に携わる者を対象とした学術団体である。1871年に創設されたthe Institution of Electrical Engineers (IEE) と1884年に創設されたthe Institution of Incorporated Engineers (IIE) の2つの学会が統合し、2006年に新しく創設された。本拠地はスティーブニッジ。会員数は世界中で153,000名を超える。
IETは、世界で第2位の規模を誇る理工学系の学術団体である。世界第1位規模の理工学系学術団体は、米国のThe Institution of Electrical and Electronic Engineers (IEEE)である。世界第3位規模の理工学系学術団体は、日本国の電子情報通信学会 (IEICE)である。平成22年03月31日において35,345名の会員がいる。
2010年12月にアジア・パシフィック地域におけるパブリッシング＆インフォメーションサービスの事務所が日本国に設置された(千葉県 市川市)。同領域における会員把握の事務所は香港にある。

## 学会会員構成
IETはいくつかの会員分類構成になっている。いくつかは、正会員の推薦状が求められる。
名誉フェロー会員 (HonFIET)
最上級の会員分類, 格別の業績を表彰された個人を対象としている。
フェロー会員 (FIET)
特に業績に優れた者、関連する分野で顕著な功績を挙げた者に対して贈られる称号である。
正会員 (MIET または TMIET)
通常の会員である。これに加えて、学会の審査と1名以上の正会員による推薦ヒアリング調査により、専門工学者(MIET)と技術者(TMIET)の称号が与えられる事がある。
MIET は、専門家の称号としてヨーロッパでは尊重される。
協賛員
正会員 に分類されないが、興味のある分野を持っている社会人を対象としている。
学生員
工学や技術の専門家になるために勉強をしている学生を対象としている。